# Comuna Kordon, Lîmanskîi
Kordon (în ucraineană Кордон) este o comună în raionul Kominternivske, regiunea Odesa, Ucraina, formată din satele Kordon (reședința), Mareanivka și Pșoneanove.

## Demografie
Componența lingvistică a comunei Kordon
     Ucraineană (89,89%)
     Română (5,97%)
     Rusă (4,13%)
Conform recensământului din 2001, majoritatea populației comunei Kordon era vorbitoare de ucraineană (89,89%), existând în minoritate și vorbitori de română (5,97%) și rusă (4,13%).